# Popielowska Kolonia
Popielowska Kolonia (dodatkowa nazwa w j. niem. Klink) – wieś w Polsce położona w województwie opolskim, w powiecie opolskim, w gminie Popielów.
W latach 1975–1998 miejscowość administracyjnie należała do ówczesnego województwa opolskiego.